# Esra (Roman)
Esra ist ein autobiografischer Liebesroman des deutschen Schriftstellers Maxim Biller. Das 2003 bei Kiepenheuer & Witsch erschienene Werk, das intime Details der unglücklichen Liebe des Autors zu einer in Deutschland lebenden Türkin enthält, war Ausgangspunkt einer juristischen Auseinandersetzung, die zum Verbot der Veröffentlichung des Romans führte. Von der Literaturwissenschaft wurde es auch als Werk der Autofiktion bezeichnet.

## Inhalt
Der Roman befasst sich mit einer komplizierten Liebesgeschichte der Protagonisten, dem jüdischstämmigen Adam und der türkischstämmigen Esra. Die Beziehung der beiden ist geprägt von Eifersucht und Argwohn bis hin zum Verfolgungswahn. Beide trennen sich und kommen wieder zusammen. Schließlich scheitert die Beziehung an der Schwangerschaft Esras. Neben den komplizierten Persönlichkeiten wird die Beziehung auch durch den jeweiligen kulturellen Hintergrund und das verwandtschaftliche Umfeld der beiden Hauptfiguren geprägt. Eine besondere Rolle nimmt hierbei die Hassbeziehung Adams zu Esras Mutter ein.
Der Roman greift eine Vielzahl von Details aus dem Leben der später am Rechtsstreit beteiligten realen Personen im Roman auf, so zum Beispiel hochrangige tatsächlich verliehene Preise. Hierdurch machte er Esra und ihre Mutter identifizierbar. Dabei greift der Roman gleichzeitig seine eigene Wirkung auf, etwa wenn Esra Adam erklärt, dass sie sich eben nicht mit intimen Details in seinen Kolumnen oder Büchern wiederfinden möchte. Dies kann man durchaus im Zusammenhang mit Billers Literaturkonzept sehen, dass die Literatur das Leben widerspiegeln solle. Allerdings weist der Roman in nicht unwichtigen Schlüsselszenen Abweichungen zu den realen Vorbildern auf, auch solche, die ihrerseits ehrenrührig sind. Für den Leser ist so nicht erkennbar, wo tatsächlich reale Gesichtspunkte realer Figuren beschrieben werden und wo dies nicht der Fall ist und die Fiktion beginnt.
Nils Minkmar hält Esra für das Meisterwerk Maxim Billers.

## Gerichtliche Auseinandersetzung

### Unterlassungsklage

#### Erste Instanzen
Die Veröffentlichung des Werkes wurde 2003 kurz nach dem Erscheinen untersagt, da das Landgericht München I die Persönlichkeitsrechte des Vorbilds für „Esra“, Ayşe Romey, einer in Deutschland lebenden Schauspielerin, und deren ebenfalls in der Öffentlichkeit stehenden Mutter, Birsel Lemke, verletzt sah. Auch eine Neuausgabe aus dem gleichen Jahr, in der eindeutige Hinweise auf die wahre Identität der Protagonisten durch Leerstellen im Text ersetzt waren, durfte nicht verkauft werden, da durch die Medienaufmerksamkeit um das Buch und das Verbot der Veröffentlichung die hinter den geänderten Namen stehenden Persönlichkeiten auch ohne eindeutige Hinweise zum Beispiel auf bestimmte Leistungen der Betroffenen für jedermann entschlüsselbar geworden waren.
Das Oberlandesgericht München bestätigte im Berufungsverfahren die Entscheidung des Landgerichts.

#### Bundesgerichtshof
Der Bundesgerichtshof (BGH) bestätigte das durch die Revision angegriffene Urteil des Oberlandesgerichtes München. Er führte aus, dass die Klage zulässig sei, obwohl der Beklagte eine Unterlassungserklärung abgegeben habe. Im Falle der Verletzung des Persönlichkeitsrechtes sei es hierbei notwendig, dass eine derartige Erklärung alle möglichen Aspekte einer Persönlichkeitsrechtsverletzung abdecke, damit hierdurch die Klage unzulässig werde.
In der Sache wägte der BGH die durch Art. 5 Abs. 3 GG gewährte Kunstfreiheit des Autors gegen das Allgemeine Persönlichkeitsrecht (Art. 2 Abs. 1 in Verbindung mit Art. 1 Abs. 1 GG) der als „Esra“ dargestellten Schauspielerin und ihrer Mutter ab. Er kam hierbei zum Schluss, dass im konkreten Fall das Persönlichkeitsrecht der Schauspielerin schwerer wiege. Es sei nicht erforderlich, dass – wie noch in der Mephisto-Entscheidung des Bundesverfassungsgerichtes für entscheidend erklärt – die dargestellten Personen „von einem nicht unbedeutenden Leserkreis unschwer“ als Vorbild der Romanfigur erkannt werden könnten. Vielmehr sei für eine Verletzung des allgemeinen Persönlichkeitsrechtes ausreichend, dass der Betroffene „erkennbar zum Gegenstand einer medialen Darstellung“ werde. Hierfür genüge es, wenn die Person ohne namentliche Nennung zumindest für einen Teil des Leser- und Adressatenkreises aufgrund der mitgeteilten Umstände hinreichend erkennbar werde. Hierfür könne die Wiedergabe von Teilinformationen ausreichen, aus denen sich die Identität für die sachlich interessierte Leserschaft ohne weiteres ergebe oder mühelos ermitteln lasse.
Das Urteil des Bundesgerichtshofes wurde in der Buchbranche gerügt, da es zu einer Einschränkung der Kunstfreiheit führe und letztlich die gemäß Art. 5 Abs. 1 Satz 3 GG abgeschaffte Zensur wieder eingeführt werde. Letztlich werde das Grundrecht der Kunstfreiheit unzulässig eingeschränkt, da die Inspiration des Künstlers durch die Wirklichkeit nicht hinreichend berücksichtigt werde. Bereits die Mephisto-Entscheidung des Bundesverfassungsgerichtes gehe hierbei zu weit; das BGH-Urteil schränke die Kunstfreiheit aber noch weiter ein.

#### Bundesverfassungsgericht
Ende 2005 legte der Verlag Verfassungsbeschwerde gegen das Verbot ein. Am 13. Juni 2007 lehnte das Bundesverfassungsgericht die Beschwerde mit fünf zu drei Stimmen ab (BVerfGE 119, 1). Zur Begründung hieß es, dass der Roman die Persönlichkeitsrechte der Ex-Geliebten Billers mit seiner detaillierten Beschreibung einer Liebesbeziehung verletze. Im Unterschied zu vorhergehenden Instanzen wurde allerdings gleichzeitig betont, dass die Mutter der Geliebten, die sich ebenfalls in einer Figur des Romans wiedererkannte, keinen Unterlassungsanspruch habe.
Die Senatsmehrheit ging in zwei Schritten vor, um das Persönlichkeitsrecht der beiden Frauen mit dem Grundrecht der Kunstfreiheit des Autors aus Art. 5 III GG abzuwägen. Zunächst wurde der Frage nachgegangen, ob das Persönlichkeitsrecht betroffen sein könne. Dazu wurde auf die mögliche Erkennbarkeit der realen Person in der Gestalt des fiktionalen Protagonisten abgestellt und eine Betroffenheit in beiden Fällen zunächst bejaht. Anschließend wurde auf den hohen Stellenwert der Kunstfreiheit verwiesen, der diese Beeinträchtigung des Persönlichkeitsrechts im Wege der Wechselwirkung von Grundrechten möglicherweise rechtfertigen könne. Hierbei wurde eine kunstspezifische Betrachtungsweise angelegt, um den Wirklichkeitsbezug des Werkes zu ermitteln. Dabei wird zugunsten des Autors eine Fiktionalität des Werkes vermutet, soweit er selbst keinen Faktizitätsanspruch erhebe. Dies könne dann anders sein, wenn sich aus dem Werk selbst ergebe, dass der Autor dem Leser gegenüber einen Wahrheitsanspruch an seine Schilderungen erhebe.
Im Falle der Mutter, so das Gericht, soll diese Fiktionalität dem Leser gegenüber klar hervorgetreten sein. Daher wurde ihr gegenüber die Beeinträchtigung des Persönlichkeitsrechts als durch die Kunstfreiheit gerechtfertigt gewertet. Im Falle der Tochter hingegen griff die Fiktionalitätsvermutung nicht, da eine Beeinträchtigung des Wesenskerns des Persönlichkeitsrechts, der Intimsphäre, durch Beschreibungen des Sexuallebens vorgelegen habe, die der Leser für wahr halten müsse.
Hieraus ergibt sich die Formel: Je mehr eine künstlerische Darstellung besonders geschützte Dimensionen des Persönlichkeitsrechts [d. h. die Intimsphäre] berührt, desto stärker muss die Fiktionalisierung sein, um eine Persönlichkeitsrechtsverletzung auszuschließen.
Diese rechtliche Begründung stieß schon im erkennenden Senat selbst auf Widerstand. Drei Richter verfassten Sondervoten. Die Richter Hohmann-Dennhardt und Gaier wiesen darauf hin, dass die Senatsmehrheit ihre eigenen Kriterien inkonsequent anwende, indem sie einerseits einen kunstspezifischen Wirklichkeitsmaßstab an das Werk fordere, dann aber im Falle der Tochter doch nur auf die Erkennbarkeit der Person in Verbindung mit der Darstellung intimer Details abstelle, also einen rein quantitativen Abgleich des Werks mit der Realität vornehme. Richter Hoffmann-Riem verwies darauf, dass stets ein kunstspezifischer Wirklichkeitsmaßstab anzulegen sei, da Kunst sich vom Kontext intersubjektiv beweisbarer Realität löse und somit eine eigene Deutungs- und Wirklichkeitsebene schaffe. Dies gelte erst recht für „Fiktion“ im engeren Sinne, d. h., der reinen Phantasie eines Autors entsprungene Werke, die zufällig der Realität ähnelten. Nur wenn ein Autor gar nicht erst versuche, auf eine Ebene der ästhetisierten Wirklichkeit zu gelangen, habe das Persönlichkeitsrecht Vorrang – denn dann sei das Werk schon gar nicht vom grundgesetzlichen Kunstbegriff erfasst und geschützt.
Kritiker werteten das Urteil als Schwächung der Kunstfreiheit und befürchten einen Präzedenzfall für zukünftige, ähnlich gelagerte Fälle.

### Schadenersatzklage
Das Landgericht München I verurteilte in einem Zivilprozess am 13. Februar 2008 Biller und den Verlag, Billers ehemaliger Lebensgefährtin ein Schmerzensgeld in Höhe von 50.000 Euro zu zahlen. Der Verlag Kiepenheuer & Witsch wertete das Urteil als „grotesk unangemessen“. In der FAZ sah Richard Kämmerlings im Urteil auch Positives: Dass „Esra“ aber überhaupt als ein Werk der Literatur behandelt worden ist und nicht etwa als eine reine Schmähschrift – das bleibt ein Teilerfolg des Autors und des Verlags. Es sollte die Gemüter etwas beruhigen, dass man in Zukunft einen Roman auch vor Gericht gründlich und mit Kunstverstand betrachten muss, bevor man ein Urteil fällt. Ulrich Kühn kritisierte demgegenüber im NDR, dass das Landgericht gerade außer Acht gelassen habe, dass es sich um einen Roman handele und nicht um ein Sachbuch.
Eine Klage in gleicher Höhe seitens der Mutter wurde hingegen vom Bundesgerichtshof abgewiesen.
Das Oberlandesgericht München hob im Juli 2008 die Entscheidung des Landgerichts auf. Diese Entscheidung wurde im November 2009 durch den BGH bestätigt. Demzufolge bleibt das Buch zwar verboten, aber der Autor oder der Verlag müssen kein Schmerzensgeld zahlen.

## Öffentliche Diskussion
Nach dem Verbot der Veröffentlichung des Romans und einer Schadensersatzforderung der Klägerinnen von 100.000 Euro erklärten 100 Persönlichkeiten des deutschsprachigen kulturellen Lebens ihre Solidarität mit Maxim Biller. Unter anderem unterzeichneten die Autoren Günter Grass, Elfriede Jelinek, Feridun Zaimoglu, die Regisseure Peter Zadek, Luc Bondy, Helmut Dietl und die Schauspielerinnen Iris Berben, Senta Berger und Idil Üner den von Gina Kehayoff initiierten Aufruf. In der Diskussion wurde andererseits auch geäußert, dass der Schutz der Intimsphäre eines der verletzlichsten Güter sei und der Roman letztlich nicht auf Ähnlichkeiten, sondern auf bewusste Entblößung und Verletzung auch der Intimsphäre ziele.
Einige Literaturwissenschaftler verteidigen die gerichtlichen Entscheidungen. Sie verweisen darauf, dass Vergleiche mit Manns Buddenbrooks oder mit Goethes Werther unrichtig sind und dass aus fiktionstheoretischer Perspektive eine absolute Trennung von fiktiver und realer Welt nicht möglich ist und höchstens aus ideologischen Gründen behauptet wird.
Zu den literaturgeschichtlichen Streitfällen, die als Vorläufer des Esra-Prozesses zitiert werden, gehören der Prozess um den Schlüsselroman Aus einer kleinen Garnison von Fritz Oswald Bilse (1903) und der Streit um Thomas Manns Buddenbrooks (1901). Streitpunkt war in diesen Fällen stets, inwiefern Schriftstellern das Recht zusteht, lebende Personen literarisch darzustellen.

### Ausgaben vonEsra
- Maxim Biller: Esra (Roman). Kiepenheuer und Witsch, Köln 2003, ISBN 3-462-03213-5
- 2. veränd. Aufl. ebd. 2003, ISBN 3-462-03353-0
- 2004 erschien eine dänische Ausgabe, 2015 eine hebräische, 2022 eine niederländische[25]

### Stellungnahmen: gegen das Verbot
- Bernhard von Becker: Fiktion und Wirklichkeit im Roman. Der Schlüsselprozess um das Buch „Esra“, Würzburg, Königshausen & Neumann 2006.
- David-Alexander Busch: Romanverbote. Zu den Grenzen der Privatzensur. In: Archiv für Presserecht 3 (2004). 203–211.
- Christian Eichner, York-Gothart Mix: Ein Fehlurteil als Maßstab? Zu Maxim Billers Esra, Klaus Manns Mephisto und dem Problem der Kunstfreiheit in der Bundesrepublik Deutschland, in: Internationales Archiv für Sozialgeschichte der deutschen Literatur 32. Bd., 2. Heft, 2007, 183–227.
- Anja Ohmer: Fakten und Fiktion: Zur Authentizitätsdebatte in der deutschen Gegenwartsliteratur. In: Entwürfe – Literaturzeitschrift der Schweiz, Ausgabe 39: Massiv 2004.
- Anja Ohmer: Literatur vor Gericht: Zensur in Deutschland. In: Wespennest 134 Armut und Reichtum, Österreich, März 2004.
- 20 Jahre Verbot des Romans „Esra“. In: Süddeutsche Zeitung, 3. Februar 2023, S. 10–11 [Doppelseite mit Beiträgen von Nils Minkmar und Heribert Prantl sowie einem Interview mit Helge Malchow].

### Stellungnahmen: für das Verbot
- Remigius Bunia: Fingierte Kunst. Der Fall Esra und die Schranken der Kunstfreiheit, in: Internationales Archiv für Sozialgeschichte der Literatur 32. Bd., 2. Heft, 2007, 161–182.
- Remigius Bunia: Minderheitenschutz, nicht Zensur. Die Grenzen der Meinungs- und Kunstfreiheit, in: Merkur, Bd. 62, Heft 2, 2008, 103–111.

### Begriffsklärung: nicht der Roman ist verboten, sondern das Buch
- Albert Meier: Kunstfreiheit vs. Persönlichkeitsschutz. Maxim Billers Esra zwischen Poesie und Justiz. In: Friedrich, Hans-Edwin (Hrsg.): Literaturskandale. Frankfurt am Main – Berlin – Bern – Bruxelles – New York – Oxford – Wien 2009, 217–230.

### Zusammenfassende Darstellungen
- Christian Reichel: Grenzen der Kunstfreiheit durch den Persönlichkeitsschutz – Zur Esra-Entscheidung des BVerfG;  In: Kunst und Recht Journal für Kunstrecht, Urheberrecht und Kulturpolitik (KUR) 05/2008, S. 125ff.
- Uwe Wittstock: Der Fall Esra. Ein Roman vor Gericht. Über die neuen Grenzen der Literaturfreiheit. Kiepenheuer und Witsch, Köln 2011, ISBN 3-462-60008-7.
- Sebastian Mehl: Fiktion und Identität im Fall Esra. Mehrdisziplinäre Bearbeitung eines Gerichtsverfahrens;  Lit Verlag, Münster 2014; ISBN 3-643-12536-4.
- Gunnar Pohl: Wahre Dichtung. Kriterien zum Ausgleich von Kunstfreiheit und Persönlichkeitsrecht am Beispiel von Esra und Mephisto; Peter Lang, Frankfurt am Main, 2014; ISBN 978-3-631-65350-0.
- Sandra Westphal: Deutungshoheit über Texte. Eine Analyse des rechtswissenschaftlichen Diskurses über Literatur. In: Münsterische Beiträge zur Rechtswissenschaft. Neue Folge. Band 48. Nomos, Baden-Baden 2019, ISBN 978-3-8487-5942-2, S. 154–194 (zugleich Dissertation, Westfälische Wilhelms-Universität, 2018).